# Выборы в Воронежскую областную думу (2015)
Выборы депутатов Воронежской областной думы шестого созыва состоялись в Воронежской области 13 сентября 2015 года в единый день голосования.
Выборы прошли по смешанной избирательной системе: из 56 депутатов 28 были избраны по партийным спискам (пропорциональная система), другие 28 — по одномандатным округам (мажоритарная система). Для попадания в думу по пропорциональной системе партиям необходимо было преодолеть 5%-й барьер.

## Ключевые даты
- 27 января 2015 года Избирательная комиссия Воронежской области утвердила календарный план мероприятий по подготовке и проведению выборов.[1]
- 4 июня Воронежская областная дума назначила выборы на 13 сентября 2015 года (единый день голосования).[2]
  - 5 июня постановление о назначении выборов было опубликовано в СМИ.
- с 6 июня по 24 июля — период выдвижения кандидатов и списков.[1]
  - агитационный период начинается со дня выдвижения и заканчивается и прекращается за одни сутки до дня голосования.[1]
- по 29 июля — период представления документов для регистрации кандидатов и списков.[1]
- с 15 августа по 11 сентября — период агитации в СМИ.[1]
- 12 сентября — день тишины.[1]
- 13 сентября — день голосования.

## Участники
5 политических партий получили право быть допущенными к выборам без сбора подписей избирателей:
- Единая Россия
- ЛДПР
- Коммунистическая партия Российской Федерации
- Справедливая Россия
- Патриоты России

### Выборы по партийным спискам
По единому округу партии выдвигали списки кандидатов. Для регистрации выдвигаемого списка партиям требовалось собрать 0,5 % подписей от числа избирателей.
| 1 | Единая Россия                                | Алексей Гордеев • Владимир Нетесов • Людмила Ипполитова       | 28 | 58 | зарегистрирован                                                        |
| 2 | Справедливая Россия                          | Сергей Миронов • Анатолий Шмыгалев • Дмитрий Носков           | 24 | 55 | зарегистрирован                                                        |
| 3 | ЛДПР                                         | Владимир Жириновский • Александр Овсянников • Сергей Головков | 27 | 55 | зарегистрирован                                                        |
| 4 | Коммунистическая партия Российской Федерации | Сергей Рудаков • Николай Воронин • Андрей Рогатнев            | 28 | 59 | зарегистрирован                                                        |
| 5 | Яблоко                                       | Татьяна Шкред • Инна Кудряшова • Виктор Хлебостроев           | 16 | 36 | зарегистрирован                                                        |
| 6 | Патриоты России                              | Сергей Кочетов • Евгений Игнатов • Владимир Кочетов           | 21 | 43 | зарегистрирован                                                        |
| — | Коммунистическая партия Коммунисты России    | Сергей Малинкович • Илья Ульянов • Александр Подзоров         | 28 | 59 | отказано в регистрации (выявлено более 10 % недействительных подписей) |
| — | Партия Великое Отечество                     | Николай Стариков • Александр Колбешкин • Сергей Мелешко       | 15 | 34 | отказано в регистрации (выявлено более 10 % недействительных подписей) |
| — | Партия Возрождения России                    | Виктор Попов                                                  | 17 | 33 | отказано в регистрации (выявлено более 10 % недействительных подписей) |
| — | Родина                                       | Роман Бабаян • Борис Скрынников                               | 28 | 58 | отказано в регистрации (выявлено более 10 % недействительных подписей) |
| — | Партия Социальных Реформ                     | Андрей Иванцов • Андрей Федоров • Станислав Полищук           | 14 | 31 | отказано в регистрации (выявлено более 10 % недействительных подписей) |
| — | Национальной безопасности России             | Татьяна Веселова • Валерий Волков • Захар Абиев               | 14 | 31 | отказано в регистрации (не представлены документы для регистрации)     |
| *Региональная группа соответствует одному одномандатному округу и должна включать не менее 2 кандидатов. Региональных групп должно быть от 14 до 28. |                                              |                                                               |    |    |                                                                        |
| **Без учёта выбывших кандидатов. Общее число кандидатов должно быть от 28 до 59 человек.                                                             |                                              |                                                               |    |    |                                                                        |

### Выборы по округам
По 28 одномандатным округам кандидаты выдвигались как партиями, так и путём самовыдвижения. Кандидатам требовалось собрать 3 % подписей от числа избирателей соответствующего одномандатного округа.
| Партия | Партия                                       | Кандидатов | Кандидатов       |
| Партия | Партия                                       | Выдвинуто  | Зарегистрировано |
| ------ | -------------------------------------------- | ---------- | ---------------- |
|        | Единая Россия                                | 28         | 28               |
|        | Коммунистическая партия Российской Федерации | 28         | 28               |
|        | ЛДПР                                         | 24         | 24               |
|        | Национальной безопасности России             | 3          | 0                |
|        | Партия Великое Отечество                     | 12         | 0                |
|        | Патриоты России                              | 14         | 12               |
|        | Родина                                       | 3          | 0                |
|        | Справедливая Россия                          | 21         | 21               |
|        | Яблоко                                       | 7          | 6                |
|        | Самовыдвижение                               | 16         | 8                |
| Всего  | Всего                                        | 156        | 127              |

## Результаты
| Партия                     | Партия                     | по единому округу | по единому округу | по единому округу | по одно- мандатным округам | всего         | всего   |
| Партия                     | Партия                     | Голоса            | %                 | Получено мест     | Получено мест              | Получено мест | %       |
| -------------------------- | -------------------------- | ----------------- | ----------------- | ----------------- | -------------------------- | ------------- | ------- |
|                            | «Единая Россия»            | 697 988           | 73,84 %           | 23                | 28                         | 51            | 91,07 % |
|                            | КПРФ                       | 102 571           | 10,85 %           | 3                 | 0                          | 3             | 5,36 %  |
|                            | ЛДПР                       | 57 320            | 6,06 %            | 1                 | 0                          | 1             | 1,79 %  |
|                            | «Справедливая Россия»      | 52 214            | 5,52 %            | 1                 | 0                          | 1             | 1,79 %  |
|                            |                            |                   |                   |                   |                            |               |         |
|                            | «Яблоко»                   | 9720              | 1,03 %            | 0                 | 0                          | 0             | 0 %     |
|                            | «Патриоты России»          | 5834              | 0,62 %            | 0                 | 0                          | 0             | 0 %     |
|                            | Самовыдвижение             |                   |                   |                   | 0                          | 0             | 0 %     |
| Действительные бюллетени   | Действительные бюллетени   | 925 647           | 97,92 %           | —                 | —                          | —             | —       |
| Недействительные бюллетени | Недействительные бюллетени | 19 666            | 2,08 %            | —                 | —                          | —             | —       |
| Всего                      | Всего                      | 945 313           | 100 %             | 28                | 28                         | 56            | 100 %   |
|                            |                            |                   |                   |                   |                            |               |         |
| Явка                       | Явка                       | 945 313           | 50,40 %           |                   |                            |               |         |
| Общее число избирателей    | Общее число избирателей    | 1 875 780         | 100 %             |                   |                            |               |         |